# 오현철 (신학자)
오현철(吳顯哲, 1965년 11월 2일~)은 대한민국의 신학자이며 성결대학교의 설교학 교수이다. 성결설교클리닉 대표이며, 현재 한국실천신학회 회장이다. 설교학, 예배학, 그리고 신학교육에 대한 전문가로 평가받는다. 부친이 예수교대한성결교회 총회장을 역임한 오희동 목사이다.

## 학력
- 연세대학교 (B.Sc./B.A.)
- 성결대학교 (B.Th.)
- Canadian Theological Seminary (M.Div.)
- 평택대학교 피어선신학전문대학원 (Th.M.)
- Universiteit van Pretoria (Ph.D.)

## 경력
- (현) 성결대학교 설교학 교수
- 한국복음주의실천신학회 회장,
- 성결설교클리닉 대표

## 저서
- 『설교와 설교환경』.
- Preaching as Interaction between Church & Culture
- 『21세기 목회학 총론』(공저)
- 『실천신학 연구』(공역)
- 『그리워지는 목회자들들: 백향목처럼 아름다운 이야기』(공역)
- 『교회통찰』(공역)
- 『영적거장들의 기도』(공역)
- 『영적거장들의 설교』(공역)

## 같이 보기
- 오희동
- 연세대학교
- 개혁신학회
- 한국복음주의신학회
- 한국장로교신학회
- 한국개혁신학회
- 종교개혁500주년기념일
- 요한칼빈탄생500주년기념사업회
- 한국실천신학회
- 한국의 신학자 목록
- 개혁신학자